# جفت‌شدن چان–لام
واکنش جفت‌شدن چان–لام – همچنین به عنوان جفت‌شدن چان–ایوانز–لام شناخته می شود، یک واکنش جفت‌شدن متقابل بین یک آریل بورونیک اسید و یک الکل یا یک آمین است تا آریل آمین‌های ثانویه یا آریل اترهای مربوطه را تشکیل دهد. جفت‌شدن چان–لام توسط کمپلکس‌های مس کاتالیز می شود. می توان آن را در هوا و در دمای اتاق انجام داد. واکنش محبوب‌تر بوشوالد–هارت‌ویگ به استفاده از پالادیوم متکی است.

## مثال
نمونه ای از جفت‌شدن چان–لام برای سنتز ترکیبات فعال زیستی در زیر نشان داده شده است:
ترکیب ۱، یک پیرول، با آریل بورونیک اسید، ۲، جفت می شود تا محصول ۳ به دست آید، که سپس به سمت ترکیب هدف، ۴ منتقل می شود. گروه نیتریل ترکیب ۲ کاتالیزور را مسموم نمی کند. پیریدین لیگاند مورد استفاده برای واکنش است. اگرچه واکنش به سه روز زمان نیاز دارد، اما در دمای اتاق و در هوای محیط انجام می شود و منجر به بازده ۹۳ درصد می‌شود.

## جهت مطالعه
- Kodepelly Sanjeeva Rao; Tian-Shung Wu (2012). "Chan-Lam coupling reactions: synthesis of heterocycles". Tetrahedron. 68 (38): 7735–7754. doi:10.1016/j.tet.2012.06.015.